# Enargia obsoleta
Enargia obsoleta är en fjärilsart som beskrevs av Barend J. Lempke 1965. Enargia obsoleta ingår i släktet Enargia och familjen nattflyn. Inga underarter finns listade i Catalogue of Life.